# Робсон Жуниор
Робсон ди Соза Жуниор (порт. Robson de Souza Junior; родился 17 декабря 2007) — бразильский футболист, атакующий полузащитник клуба «Сантос».

## Клубная карьера
Робсон Жуниор является воспитанником футбольной академии клуба «Сантос». В августе 2024 года подписал свой первый профессиональный контракт. 16 июля 2025 года дебютировал в бразильской Серии A, выйдя на замену в матче против клуба «Фламенго».

## Личная жизнь
Отец — экс-игрок сборной Бразилии Робиньо.